# Алироев, Ибрагим Юнусович
Ибраги́м Юну́сович Алиро́ев (1934, Моздок, Северо-Осетинская автономная область, РСФСР, СССР — 3 января 2014) — советский и российский лингвист-чеченовед, доктор филологических и исторических наук, профессор, заслуженный деятель науки РСФСР (1991), член-корреспондент РАЕН (1992), заведующий кафедрой общего языкознания Грозненского университета.

## Биография
Родился в 1934 году в Моздоке. Пять классов закончил в школе Павлодара, десять классов в Кызыл-Аскерской средней школе.
В 1952 году поступил на отделение немецкого языка филологического факультета Киргизского государственного университета. После окончания университета работал преподавателем в Ошском педагогическом институте.
В 1958 году поступает в Грозненский педагогический институт ассистентом на кафедру иностранных языков.
В 1962 году окончил аспирантуру в Дагестанском филиале Академии наук СССР; тема диссертации — «Кистинский диалект чеченского языка».
В 1972 году защитил докторскую диссертацию «Сравнительно-сопоставительная лексика нахских языков» в Институте языкознания Академии наук Грузинской ССР. После защиты диссертации возглавил кафедру общего языкознания Чечено-Ингушского государственного университета, через год ему было присвоено звание профессора.
Долгое время работал в Москве ведущим научным сотрудником отдела кавказских языков Института языкознания РАН. В 1993 году защитил докторскую диссертацию по историческим наукам («Историко-этнолингвистические аспекты изучения традиционной культуры вайнахов»).

## Память

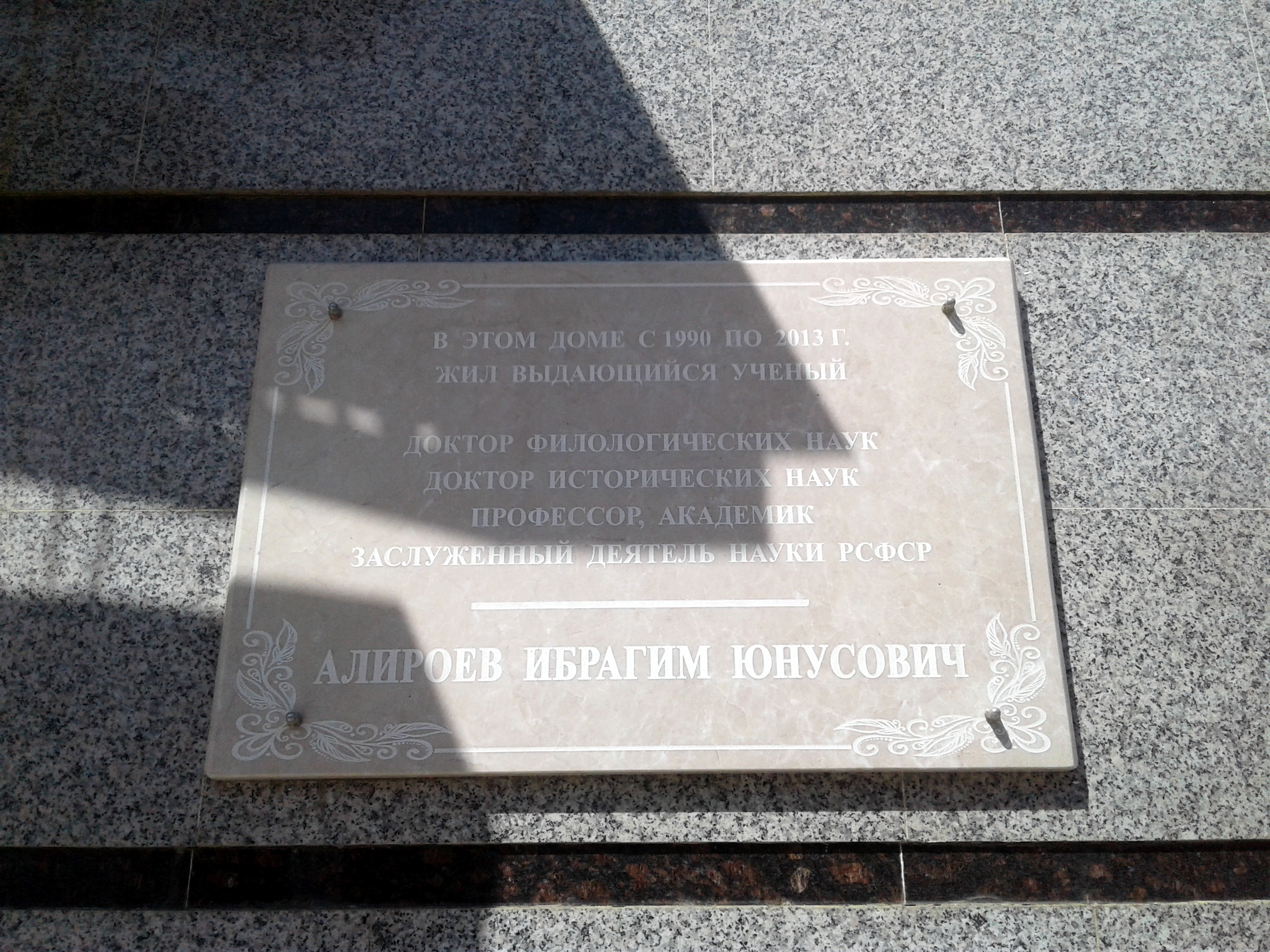
Мемориальная доска на доме, в котором жил Ибрагим Алироев.

В Грозном на доме по проспекту Путина 19/65 установлена мемориальная доска:
В этом доме с 1990 по 2013 г. жил выдающийся учёный, доктор филологических наук, доктор исторических наук, профессор, академик, Заслуженный деятель науки РСФСР Алироев Ибрагим Юнусович.